# Melodifestivalen 2009
La quarantottesima edizione del Melodifestival si è svolta tra il 7 febbraio e il 14 marzo 2009 e ha selezionato il rappresentante della Svezia all'Eurovision Song Contest 2009 di Mosca.
La vincitrice è stata Malena Ernman con La voix.

## Organizzazione
Dopo aver confermato la partecipazione della Svezia all'Eurovision Song Contest 2009 di Mosca, in Russia, l'emittente svedese Sveriges Television (SVT) ha annunciato che sarebbero stati apportati importanti cambiamenti al Melodifestival.
L'11 settembre 2008 sono state annunciate le 6 città che avrebbero ospitato la manifestazione: Göteborg (Scandinavium), Skellefteå (Kraft Arena), Leksand (Ejendals Arena) e Malmö (Malmö Arena) avrebbero ospitato le quattro semifinali, mentre i ripescaggi sarebbero stati ospitati da Norrköping (Himmelstalundshallen) e la finale si sarebbe tenuta a Stoccolma (Globen). Lo stesso giorno sono state annunciate le date: 7, 14, 21 e 28 febbraio 2009 per le semifinali, 7 marzo 2009 per il ripescaggio e 14 marzo 2009 per la finale.
Sempre nel mese di settembre l'emittente ha reso noto che cantanti e cantautori avevano inviato un totale di 3 440 brani.
Il 18 dicembre è stato annunciato che Petra Mede avrebbe presentato le sei serate del Melodifestival.

### Format
Il Melodifestival si è articolato in quattro semifinali, un round di ripescaggio (in svedese: andra chansen, seconda possibilità) e una finale. Le semifinali sono state suddivise in due round: nel primo gli 8 artisti si sono esibiti e sono stati premiati dal solo televoto, mentre una giuria internazionale ha selezionato un artista per semifinale che avrebbe avuto accesso alla finale; di questi 8, i primi 4 classificati sono avanzati al secondo round, dove il televoto ha selezionato due finalisti e due artisti che si sarebbero esibiti nei duelli del ripescaggio.

### Voto

#### Giurie regionali
- Falun
- Göteborg
- Karlstad
- Luleå
- Malmö
- Norrköping
- Örebro
- Stoccolma
- Sundsvall
- Umeå
- Vaxjö

#### Giuria internazionale
La giuria internazionale è stata composta da:
- Bruno Berberes;
- Anastasija Tichanovič;
- Alexandros Panayi;
- Thomas Lundin;
- Natalia Brasnuev;
- Barry Viniker;
- Alessandro Capicchioni;
- Damir Perić e Marija Šerifović;
- Fred Bronson;
- Jurij Nikitin e Maryna Skomorokhova.

## Partecipanti
La lista dei 32 partecipanti in ordine alfabetico:
| Artista                              | Brano                          | Lingua                      | Compositori                                                          |
| ------------------------------------ | ------------------------------ | --------------------------- | -------------------------------------------------------------------- |
| Agnes                                | Love Love Love                 | Inglese                     | Anders Hansson                                                       |
| Alcazar                              | Stay the Night                 | Inglese                     | Anders Hansson, Andreas Lundstedt, Therese Merkel, Lina Hedlundt     |
| Amy Diamond                          | It's My Life                   | Inglese                     | Alexander Bard, Bobby Ljunggren, Oscar Holter                        |
| Anna Sahlene & Maria Haukaas Storeng | Killing Me Tenderly            | Inglese                     | Amir Aly, Henrik Wikström, Tobbe Petterssen                          |
| BWO                                  | You're Not Alone               | Inglese                     | Fredrik Kempe, Alexander Bard, Anders Hansson                        |
| Caroline af Ugglas                   | Snälla snälla                  | Svedese                     | Caroline af Ugglas, Heinz Liljedahl                                  |
| Cookies 'N' Beans                    | What If                        | Inglese                     | Robin Abrahamsson, Maciel Numhauser, Amir Aly                        |
| E.M.D.                               | Baby Goodbye                   | Inglese                     | Erik Segerstedt, Mattias Andréasson, Danny Saucedo, Oscar Görres     |
| Emilia                               | You're My World                | Inglese                     | Emilia Rydberg, Fredrik Boström                                      |
| H.E.A.T                              | 1000 Miles                     | Inglese                     | Niklas Jarl, David Stenmarck                                         |
| Jennifer Brown                       | Never Been Here Before         | Inglese                     | Jennifer Brown, Peter Kvint                                          |
| Jonathan Fagerlund                   | Welcome to My Life             | Inglese                     | Jennifer Brown, Peter Kvint                                          |
| Lasse Lindh och Bandet               | Jag ska slåss i dina kvarter!  | Svedese                     | Lasse Lindh                                                          |
| Lili & Susie                         | Show Me Heaven                 | Inglese                     | Susie Päivärinta, Calle Kindbom, Pär Lönn, Thomas G:son, Nestor Geli |
| Maja Gullstrand                      | Här för mig själv              | Svedese                     | Thomas G:son, Marcos Ubeda                                           |
| Malena Ernman                        | La voix                        | Francese, inglese           | Fredrik Kempe, Malena Ernman                                         |
| Marie Serneholt                      | Disconnect Me                  | Inglese                     | Peter Boström, Tony Nilsson                                          |
| Markoolio                            | Kärlekssång från mig           | Svedese                     | Patrik Henzel, Karl Eurén, Markoolio                                 |
| Molly Sandén                         | Så vill stjärnorna             | Svedese                     | Bobby Ljunggren, Marcos Ubeda, Ingela Forsman                        |
| Mikael Rickfords                     | Du vinner över mig!            | Svedese                     | Thomas G:son                                                         |
| Måns Zelmerlöw                       | Hope & Glory                   | Inglese                     | Fredrik Kempe, Måns Zelmerlöw, Henrik Wikström                       |
| Next 3                               | Esta noche                     | Spagnolo, svedese, inglese  | Michael Xavier Barraza, Jimmy Almgren, Adam Soliman                  |
| Nina Söderquist                      | Tick Tock                      | Inglese                     | Johan Lyander, Matti Alfonzetti                                      |
| Rigo & The Topaz Sound feat. Red Fox | I Got U                        | Inglese                     | Rodrigo Pencheff, Tobias Karlsson                                    |
| Sarah Dawn Finer                     | Moving On                      | Inglese                     | Sarah Dawn Finer, Fredrik Kempe                                      |
| Scotts                               | Jag tror på oss                | Svedese                     | Lars Diedricson, Martin Hedström, Ingela Forsman                     |
| Shirley Clamp                        | Med hjärtat fyllt av ljus      | Svedese                     | Bobby Ljunggren, Henrik Wikström, Ingela Forsman                     |
| Sofia                                | Alla                           | Svedese                     | Dimitri Stassos, Henrik Wikström, Irini Michas, Nina Karolidou       |
| Star Pilots                          | Higher                         | Inglese                     | Johan Fjellström, Joakim Udd, Johan Becker                           |
| Susanne Alfvengren                   | Du är älskad där du går        | Svedese                     | Bobby Ljunggren, Henrik Wikström, Ingela Forsman                     |
| Thorleifs                            | Sweet Kissin' in the Moonlight | Inglese                     | Lina Eriksson, Mårten Eriksson                                       |
| Velvet                               | The Queen                      | Tony Nilsson, Henrik Janson |                                                                      |

## Semifinali

### Prima semifinale

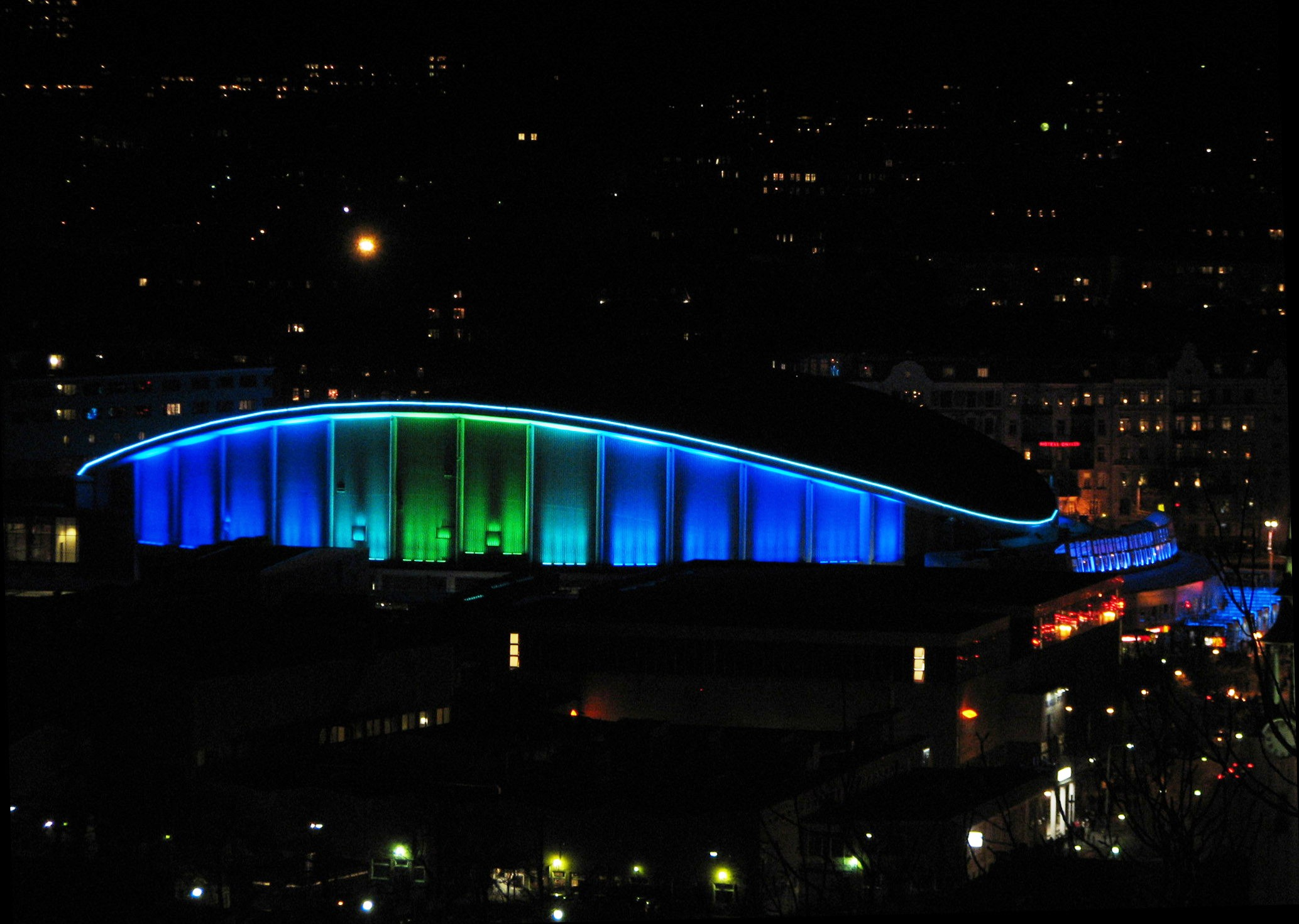
Lo Scandinavium di Göteborg

La prima semifinale si è tenuta presso lo Scandinavium di Göteborg il 7 febbraio 2009 e ha visto competere i primi 8 artisti: Nina Söderquist, Jonathan Fagerlund, Shirley Clamp, gli Scotts, Emilia, gli Alcazar, Caroline af Ugglas e Marie Serneholt.
Il televoto ha promosso al secondo round: gli Scotts, gli Alcazar, Emilia e Caroline af Ugglas. Di questi Emilia e gli Alcazar si sono qualificati direttamente per la finale, mentre Caroline af Ugglas e gli Scotts si esibiranno nuovamente al ripescaggio.

#### Primo round
| # | Artista            | Brano                     | Punteggio | Posizione |
| - | ------------------ | ------------------------- | --------- | --------- |
| 1 | Nina Söderquist    | Tick Tock                 | 87 526    | 5°        |
| 2 | Jonathan Fagerlund | Welcome to My Life        | 20 847    | 7°        |
| 3 | Shirley Clamp      | Med hjärtat fyllt av ljus | 11 542    | 8°        |
| 4 | Scotts             | Jag tror på oss           | 112 286   | 3°        |
| 5 | Emilia             | You're My World           | 89 431    | 4°        |
| 6 | Alcazar            | Stay the Night            | 118 281   | 1°        |
| 7 | Caroline af Ugglas | Snälla snälla             | 117 290   | 2°        |
| 8 | Marie Serneholt    | Disconnect Me             | 23 599    | 6°        |

#### Secondo round
| Duello | Artista            | Brano           | Punteggio |
| ------ | ------------------ | --------------- | --------- |
| I      | Scotts             | Jag tror på oss | 63 208    |
| I      | Alcazar            | Stay the Night  | 92 630    |
| II     | Emilia             | You're My World | 79 496    |
| II     | Caroline af Ugglas | Snälla snälla   | 66 520    |

### Seconda semifinale

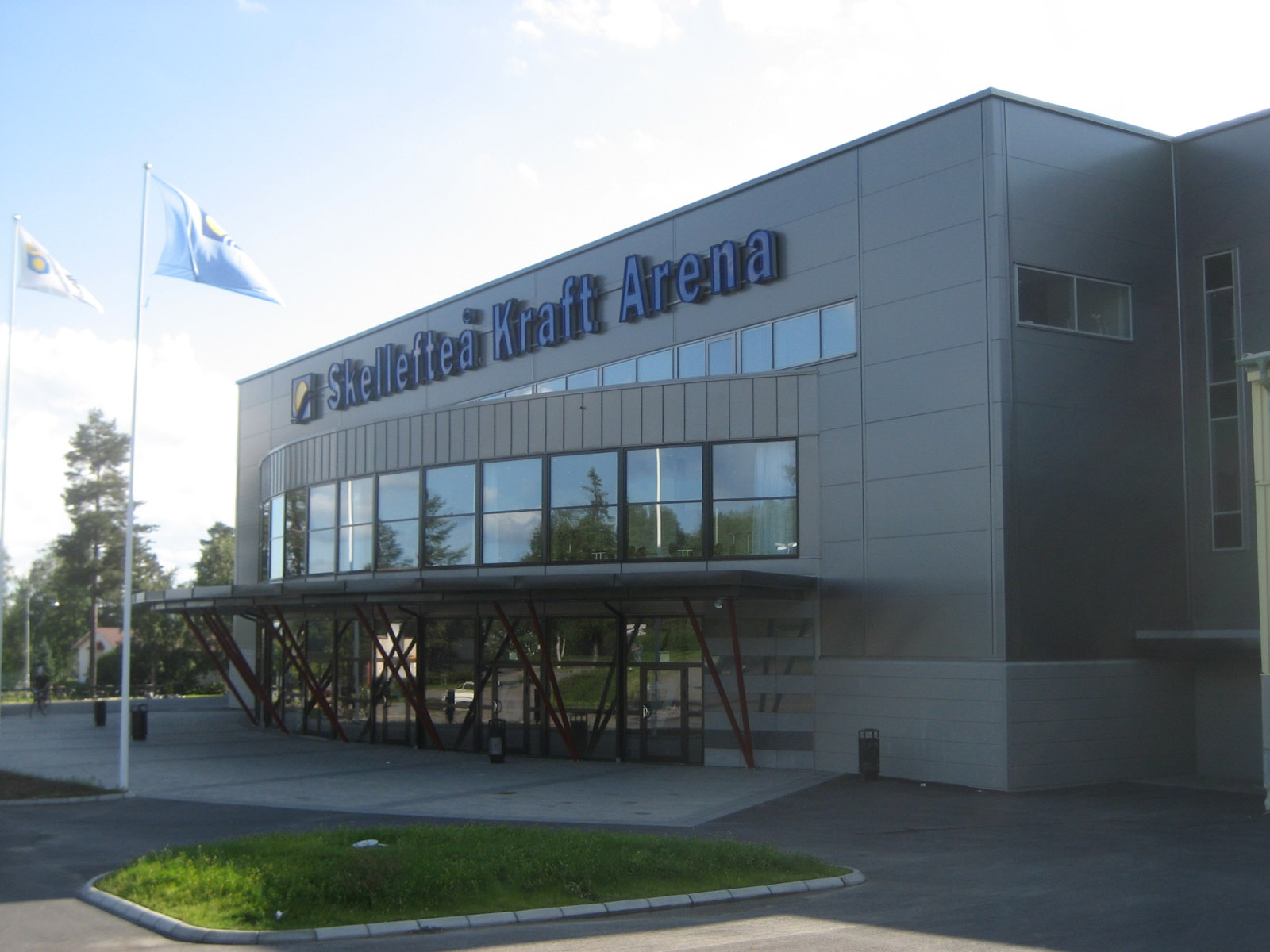
La Skellefteå Kraft Arena di Skellefteå

La seconda semifinale si è tenuta presso la Kraft Arena di Skellefteå il 14 febbraio 2009 e ha visto competere 8 artisti: Lili & Susie, Lasse Lindh och Bandet, Jennifer Brown, gli H.E.A.T, Markoolio, Amy Diamond, le Cookie 'N' Beans e Måns Zelmerlöw.
Il televoto ha promosso al secondo round: Måns Zelmerlöw, gli H.E.A.T, Lili & Susie e Amy Diamond. Di questi gli H.E.A.T e Måns Zelmerlöw si sono qualificati per la finale, mentre Amy Diamond e le Cookie 'N' Beans si esibiranno nuovamente al ripescaggio.

#### Primo round
| # | Artista                | Brano                         | Punteggio | Posizione |
| - | ---------------------- | ----------------------------- | --------- | --------- |
| 1 | Lili & Susie           | Show Me Heaven                | 100 894   | 4°        |
| 2 | Lasse Lindh och Bandet | Jag ska slåss i dina kvarter! | 9 084     | 8°        |
| 3 | Jennifer Brown         | Never Been Here Before        | 9 645     | 7°        |
| 4 | H.E.A.T                | 1000 Miles                    | 147 720   | 2°        |
| 5 | Markoolio              | Kärlekssång från mig          | 14 704    | 6°        |
| 6 | Amy Diamond            | It's My Life                  | 120 923   | 3°        |
| 7 | Cookies 'N' Beans      | What If                       | 98 103    | 5°        |
| 8 | Måns Zelmerlöw         | Hope & Glory                  | 204 442   | 1°        |

#### Secondo round
| Duello | Artista        | Brano          | Punteggio |
| ------ | -------------- | -------------- | --------- |
| I      | H.E.A.T        | 1000 Miles     | 89 631    |
| I      | Amy Diamond    | It's My Life   | 69 204    |
| II     | Måns Zelmerlöw | Hope & Glory   | 107 523   |
| II     | Lili & Susie   | Show Me Heaven | 67 859    |

### Terza semifinale

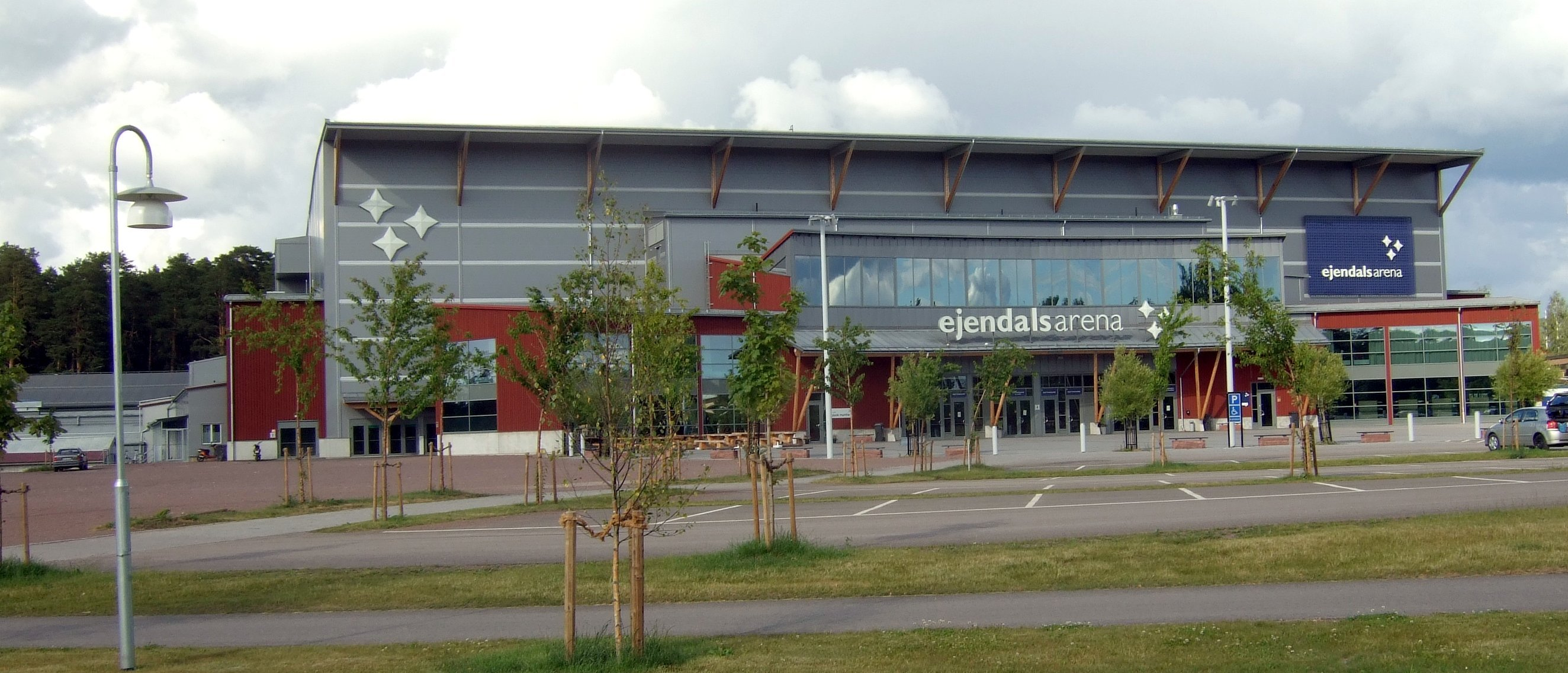
L'Ejendals Arena di Leksand

La terza semifinale si è tenuta presso l'Ejendals Arena di Leksand il 21 febbraio 2009 e ha visto competere i penultimi 8 artisti: Velvet, Rigo & The Topaz Sound feat. Red Fox, Molly Sandén, gli E.M.D., Mikael Rickfors, Maja Gullstrand, Sofia e i BWO.
Il televoto ha promosso al secondo round: gli E.M.D., Molly Sandén, i BWO e Rigo & The Topaz Sound feat. Red Fox. Di questi Molly Sandén e gli E.M.D. si sono qualificati per la finale, mentre i BWO e Rigo & The Topaz Sound feat. Red Fox si esibiranno al ripescaggio.

#### Primo round
| # | Artista                              | Brano               | Punteggio | Posizione |
| - | ------------------------------------ | ------------------- | --------- | --------- |
| 1 | Velvet                               | The Queen           | 15 985    | 6°        |
| 2 | Rigo & The Topaz Sound feat. Red Fox | I Got U             | 56 593    | 4°        |
| 3 | Molly Sandén                         | Så vill stjärnorna  | 85 236    | 3°        |
| 4 | E.M.D.                               | Baby Goodbye        | 193 224   | 1°        |
| 5 | Mikael Rickfors                      | Du vinner över mig! | 54 069    | 5°        |
| 6 | Maja Gullstrand                      | Här för mig själv   | 10 568    | 8°        |
| 7 | Sofia                                | Alla                | 14 782    | 7°        |
| 8 | BWO                                  | You're Not Alone    | 121 496   | 2°        |

#### Secondo round
| Duello | Artista                              | Brano              | Punteggio |
| ------ | ------------------------------------ | ------------------ | --------- |
| I      | Rigo & The Topaz Sound feat. Red Fox | I Got U            | 39 124    |
| I      | E.M.D.                               | Baby Goodbye       | 116 034   |
| II     | BWO                                  | You're Not Alone   | 66 108    |
| II     | Molly Sandén                         | Så vill stjärnorna | 85 886    |

### Quarta semifinale

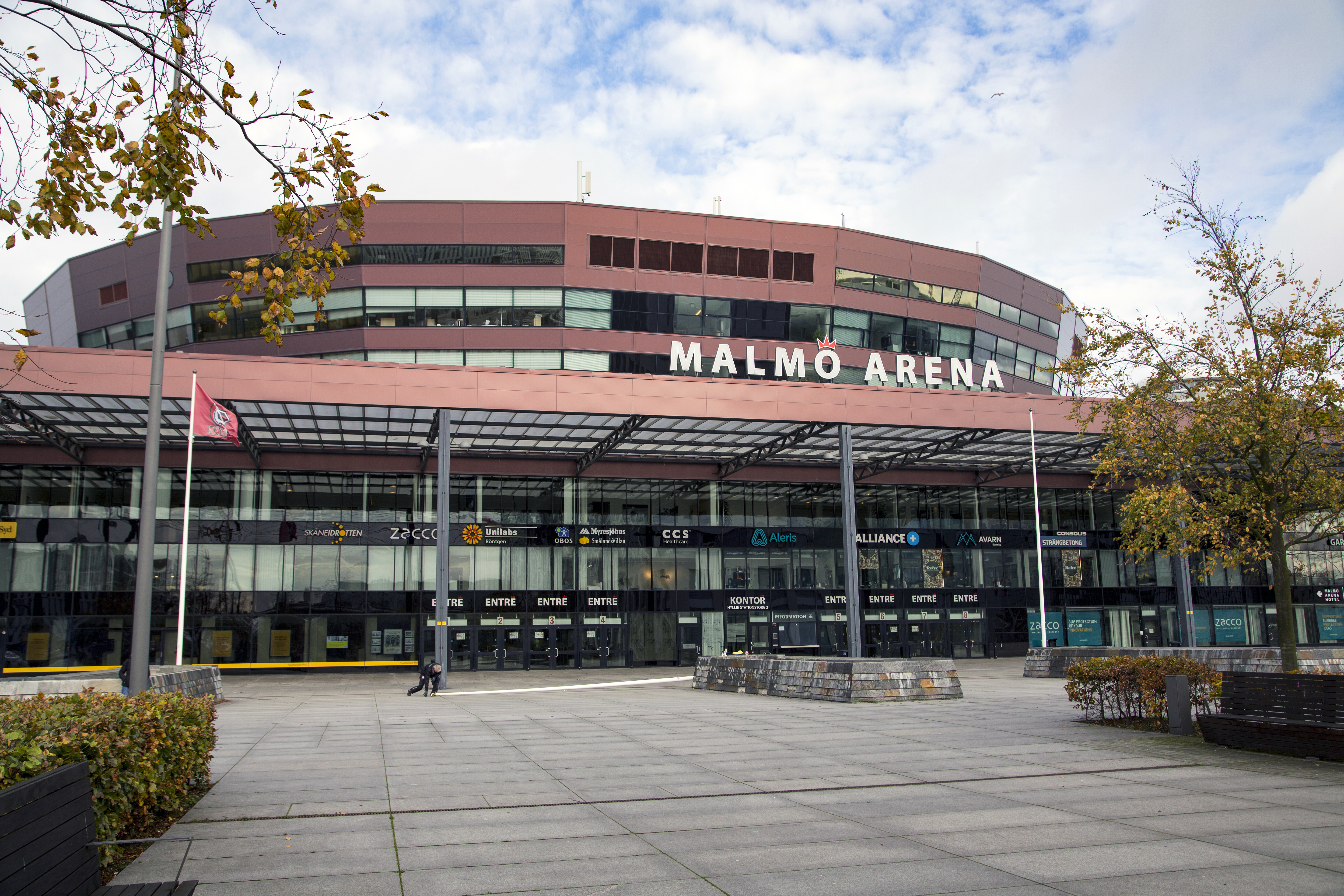
La Malmö Arena di Malmö

L'ultima semifinale si è tenuta presso la Malmö Arena di Malmö il 28 febbraio 2009 e ha visto competere l'ultima tranche di artisti: Agnes, gli Star Pilots, Susanne Alfvengren, Anna Sahlene & Maria Haukaas Storeng, i Thorleif, Sarah Dawn Finer, i Next 3 e Malena Ernman.
Il televoto ha promosso al secondo round: Agnes, gli Star Pilots, Sarah Dawn Finer e Malena Ernman. Di questi Malena Ernman e Agnes si sono qualificate per la finale, mentre gli Star Pilots e Sarah Dawn Finer si esibiranno nuovamente al ripescaggio.

#### Primo round
| # | Artista                              | Brano                          | Punteggio | Posizione |
| - | ------------------------------------ | ------------------------------ | --------- | --------- |
| 1 | Agnes                                | Love Love Love                 | 88 583    | 2°        |
| 2 | Star Pilots                          | Higher                         | 87 062    | 3°        |
| 3 | Susanne Alfvengren                   | Du är älskad där du går        | 7 530     | 8°        |
| 4 | Anna Sahlene & Maria Haukaas Storeng | Killing Me Tenderly            | 17 240    | 7°        |
| 5 | Thorleifs                            | Sweet Kissin' in the Moonlight | 72 355    | 5°        |
| 6 | Sarah Dawn Finer                     | Moving On                      | 85 170    | 4°        |
| 7 | Next 3                               | Esta noche                     | 21 737    | 6°        |
| 8 | Malena Ernman                        | La voix                        | 151 123   | 1°        |

#### Secondo round
| Duello | Artista          | Brano          | Punteggio |
| ------ | ---------------- | -------------- | --------- |
| I      | Star Pilots      | Higher         | 54 785    |
| I      | Agnes            | Love Love Love | 66 740    |
| II     | Sarah Dawn Finer | Moving On      | 48 526    |
| II     | Malena Ernman    | La voix        | 88 870    |

## Ripescaggio

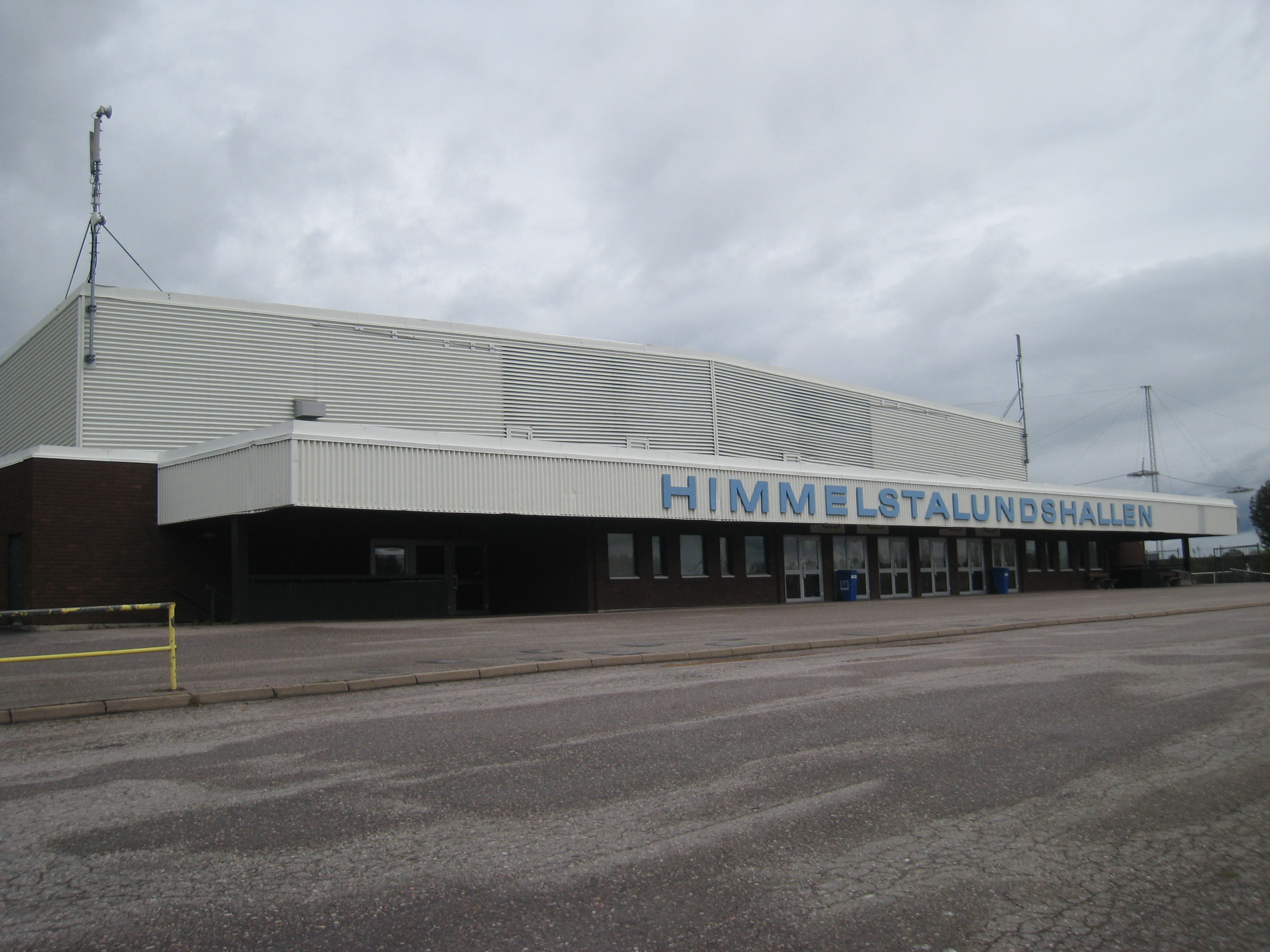
L'Himmelstalundshallen di Norrköping

Il ripescaggio (in svedese: andra chansen, seconda possibilità) si è articolato in due fasi suddivise a loro volta in duelli tra i brani esclusi nei secondi round delle quattro semifinali. Entrambi si sono tenute presso l'Himmelstalundshallen di Norrköping il 7 marzo 2009.
I primi quattro duelli hanno promosso: Sarah Dawn Finer, Lili & Susie, gli Star Pilots e Caroline af Ugglas, ma solo Sarah Dawn Finer e Caroline af Ugglas si sono qualificate per la finale.

### Prima fase
| Duello | Artista                              | Brano            | Punteggio |
| ------ | ------------------------------------ | ---------------- | --------- |
| I      | Scotts                               | Jag tror på oss  | 47 593    |
| I      | Sarah Dawn Finer                     | Moving On        | 88 739    |
| II     | Lili & Susie                         | Show Me Heaven   | 65 405    |
| II     | BWO                                  | You're Not Alone | 54 283    |
| III    | Amy Diamond                          | It's My Life     | 65 493    |
| III    | Star Pilots                          | Higher           | 84 671    |
| IV     | Rigo & The Topaz Sound feat. Red Fox | I Got U          | 49 543    |
| IV     | Caroline af Ugglas                   | Snälla, snälla   | 100 860   |

### Seconda fase
| Duello | Artista            | Brano          | Punteggio |
| ------ | ------------------ | -------------- | --------- |
| I      | Sarah Dawn Finer   | Moving On      | 98 984    |
| I      | Lili & Susie       | Show Me Heaven | 65 217    |
| II     | Star Pilots        | Higher         | 107 425   |
| II     | Caroline af Ugglas | Snälla, snälla | 111 009   |

## Finale

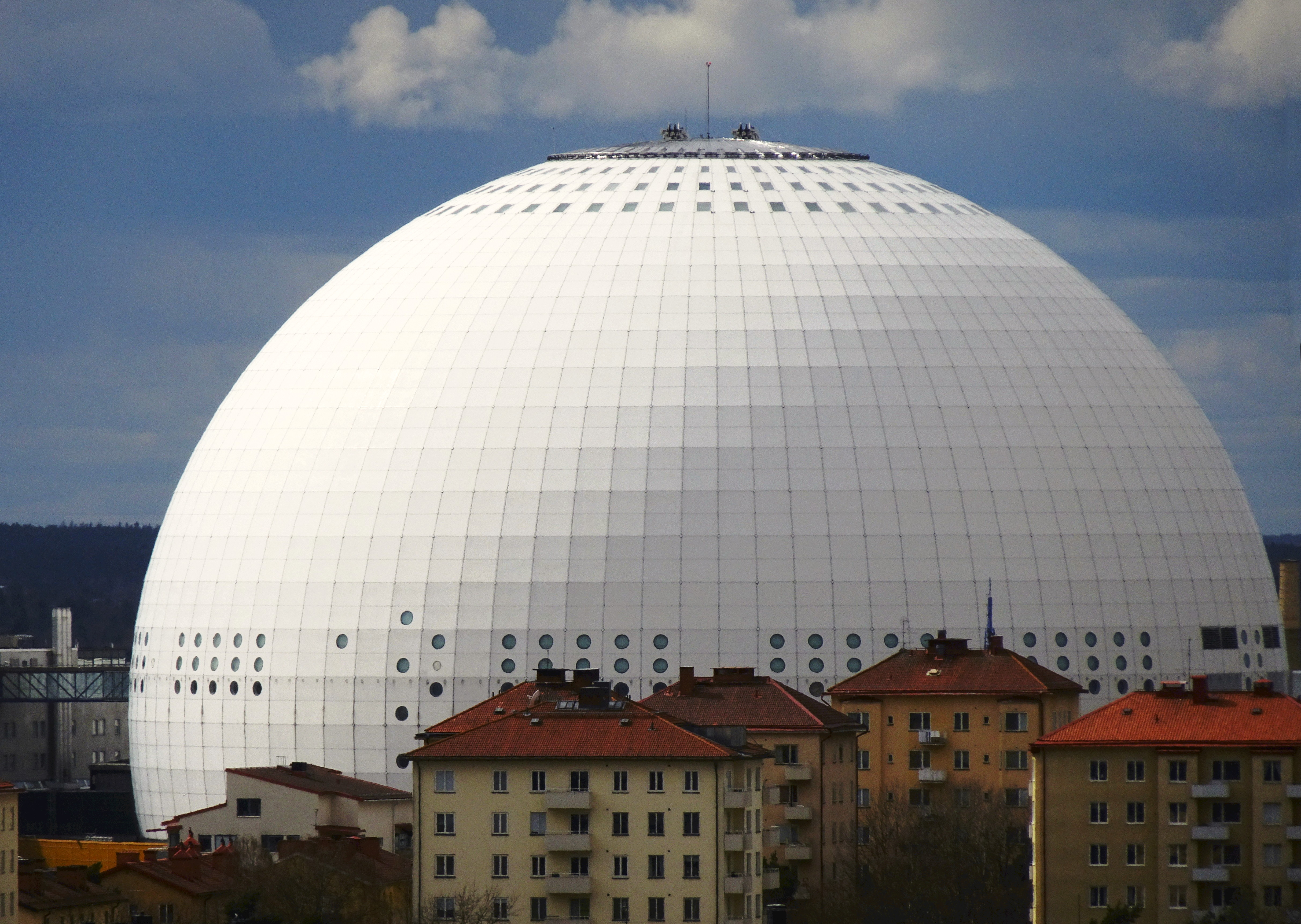
Il Globen di Stoccolma

La finale si è tenuta presso il Globen di Stoccolma il 14 marzo 2009 e ha visto competere gli artisti qualificatisi dalle semifinali: Måns Zelmerlöw, Agnes, gli H.E.A.T, Emilia, gli Alcazar, gli E.M.D., Molly Sandén e Malena Ernman; Sofia, unica cantante scelta dalla giuria internazionale; e le due cantanti promosse dal ripescaggi: Sarah Dawn Finer e Caroline af Ugglas.
| #  | Artista            | Brano              | Punteggio | Punteggio | Punteggio | Posizione |
| #  | Artista            | Brano              | Giuria    | Televoto  | Totale    | Posizione |
| -- | ------------------ | ------------------ | --------- | --------- | --------- | --------- |
| 1  | Måns Zelmerlöw     | Hope & Glory       | 96        | 48        | 144       | 4°        |
| 2  | Caroline af Ugglas | Snälla, snälla     | 51        | 120       | 171       | 2°        |
| 3  | Agnes              | Love Love Love     | 40        | 0         | 40        | 8°        |
| 4  | H.E.A.T            | 1000 Miles         | 58        | 24        | 82        | 7°        |
| 5  | Emilia             | You're My World    | 28        | 0         | 28        | 9°        |
| 6  | Alcazar            | Stay the Night     | 67        | 72        | 139       | 5°        |
| 7  | Sarah Dawn Finer   | Moving On          | 75        | 12        | 87        | 6°        |
| 8  | E.M.D.             | Baby Goodbye       | 49        | 96        | 145       | 3°        |
| 9  | Sofia              | Alla               | 12        | 0         | 12        | 10°       |
| 10 | Molly Sandén       | Så vill stjärnorna | 2         | 0         | 2         | 11°       |
| 11 | Malena Ernman      | La voix            | 38        | 144       | 182       | 1°        |